# Nicola Vicentino

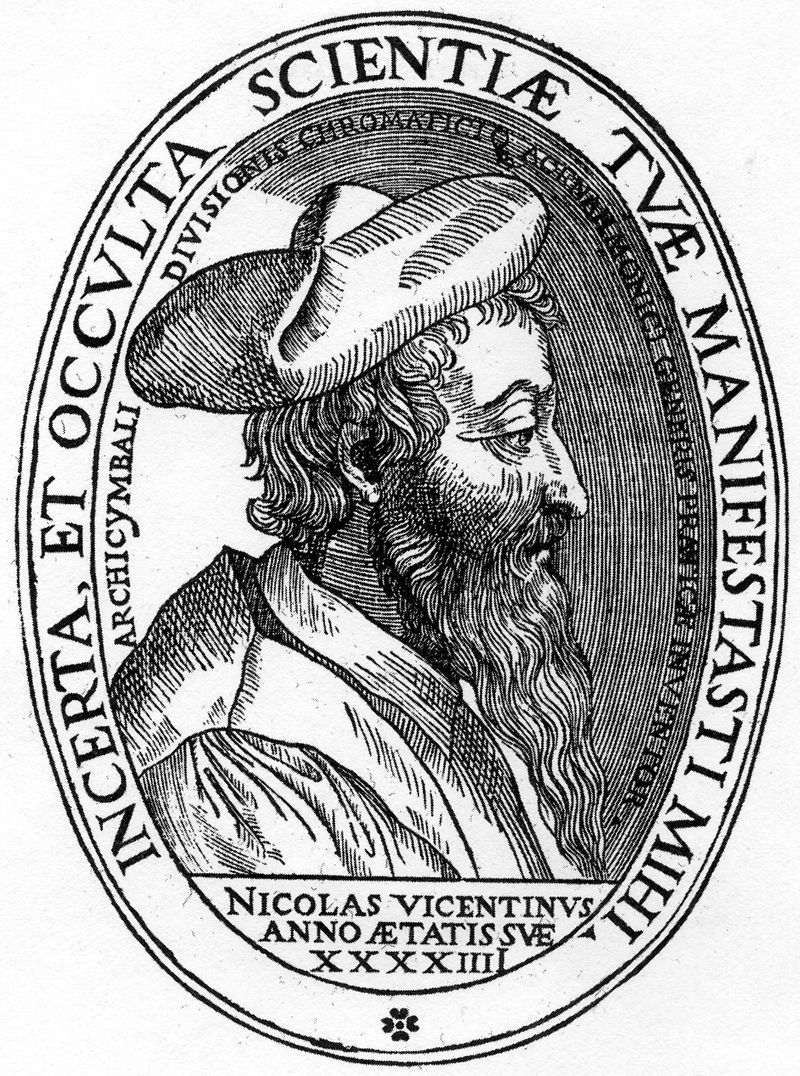
Retrato de Vicentino.

Nicola Vicentino (1511 - 1572, 1575, 1576, o 1577) fue un teórico musical y compositor italiano del Renacimiento. Fue uno de los músicos más visionarios de su tiempo, inventando entre otras cosas un teclado microtonal e ideando un sistema de escritura cromática doscientos años antes de la llegada del temperamento igual.

## Vida

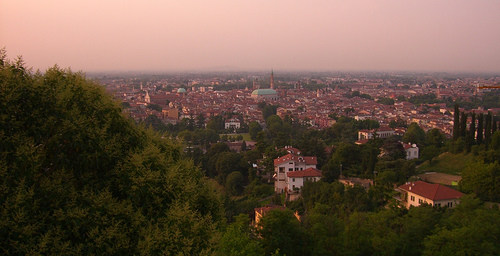
Vicenza. Lugar de nacimiento de Vicentino.

Nació en Vicenza y se tienen pocos registros de sus primeros años. Posiblemente estudió con Adrian Willaert en Venecia, debido a la cercanía de esta ciudad. Desde muy joven, adquirió un llamativo interés por los humanistas renacentistas contemporáneos, incluyendo el estudio de la teoría y práctica de la música de la antigua Grecia. Conoció en profundidad los estudios de los eruditos Girolamo Mei y Giangiorgio Trissino.

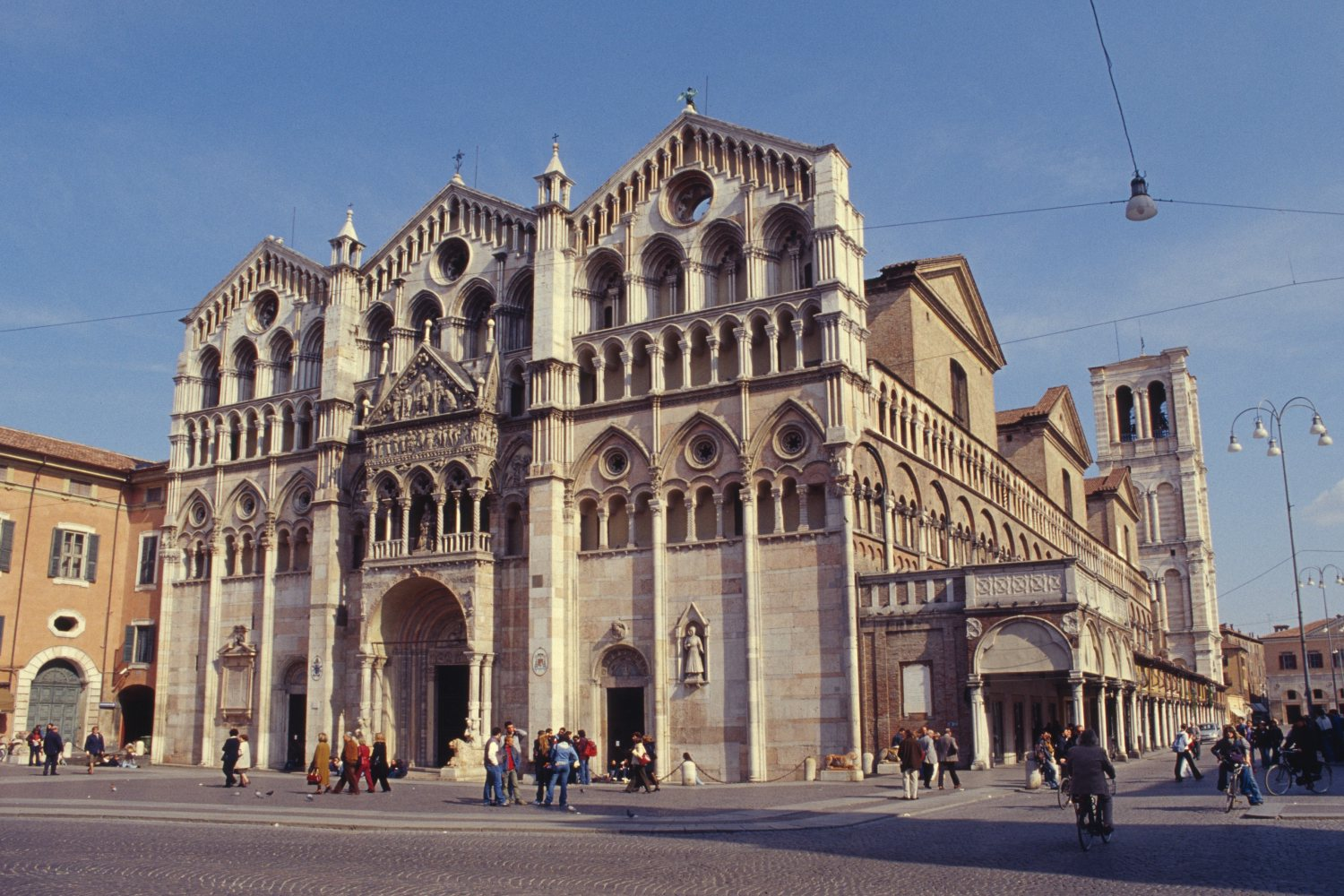
Catedral de Ferrara. La ciudad de Ferrara fue el principal centro de experimentación cromática de la segunda mitad del.

En algún momento entre 1530 y 1540 se trasladó a Ferrara, que era el centro de mayor experimentación musical en Italia central a finales de siglo. Al parecer trabajó como profesor particular de música del duque D'Este, así como de algunos miembros de su familia. Parte de la música de Vicentino fue cantada en la corte de Ferrara.
Durante la década de 1540 creció su reputación como teórico de la música. Su fama como compositor se asentó con la publicación de un libro de madrigales en Venecia en 1546. En 1551 participó en uno de los acontecimientos más relevantes de la teoría de la música del siglo XVI. La discusión que tuvo con Vicente Lusitano en Roma en 1551, llevada a cabo en forma de "juicio" ante el coro papal y dos famosos compositores que actuaron como jueces, (Bartolomé de Escobedo y Ghiselin Danckerts). El objeto del debate fue la relación entre los géneros griegos antiguos y la práctica contemporánea de la música. En particular, se trataba de dilucidar si la música contemporánea se podría explicar solamente en términos del género diatónico tal como afirmaba Lusitano; o bien, como Vicentino planteaba si estaba mejor explicada como combinación de los géneros diatónico, cromático y enarmónico (este último con la inclusión de notas microtonales). 
Los jueces del enfrentamiento dieron la razón a Lusitano. Pero Vicentino, sin perder fe en su teoría, continuó sus experimentos y emprendió la construcción del archicémbalo, instrumento con el que se podría interpretar la música que él describió en sus publicaciones. 
Después de un corto plazo en Roma, Vicentino volvió a Ferrara y más adelante se trasladó a Siena. En 1563 trabajó como maestro de capilla en la catedral de Vicenza, volviendo a su ciudad natal, aunque por poco tiempo ya que en 1565 aceptó un cargo en Milán. Los historiadores saben que alrededor 1570 tuvo conexión con la corte bávara en Múnich, aunque puede que nunca haya estado allí. Murió en Milán durante la plaga de 1575-1576, aunque se desconoce la fecha exacta de la muerte.

## Obra

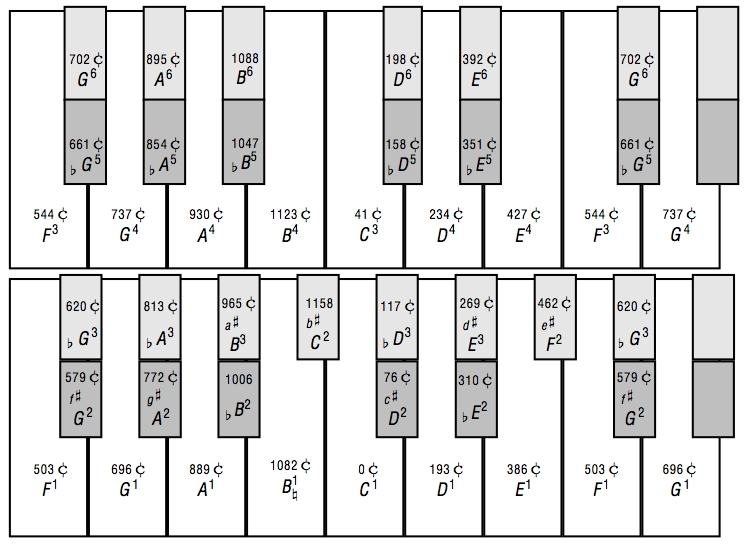
Teclado del archicembalo expresado en cents.

Pese a que Vicentino fue conocido como compositor, escribió dos libros de madrigales y motetes en un estilo armónicamente sofisticado, fue su trabajo como teórico de la música lo que le dio renombre.
En la década de 1550 en Italia surgió un gran interés por la composición cromática, que en cierto modo formó parte del movimiento conocido como musica reservata y en parte fue motivado por la investigación en música de la Antigua Grecia, incluyendo modos y géneros. Compositores tales como Cipriano de Rore, Orlando di Lasso y otros escribieron la música que era imposible cantar afinada sin contar con un sistema para ajustar de alguna manera la altura de los intervalos cromáticos. Varios teóricos abordaron el problema, incluyendo a Vicentino.
En 1555 publicó su obra más famosa, L'antica musica ridotta alla moderna prattica (Música antigua adaptada a la práctica moderna), en la que expuso de forma completa sus ideas que conectaban la teoría y práctica musical de la Grecia clásica con las obras de su época. En este trabajo amplió y justificó muchas de las ideas que él mismo había presentado en su debate con Lusitano. Se desconoce si Lusitano alguna vez trató de refutar la versión ampliada de Vicentino. No obstante, el libro de Vicentino ejerció influencia en el grupo de madrigalistas que trabajaron en Ferrara durante las dos décadas siguientes, entre los que se encuentran Luzzasco Luzzaschi y Carlo Gesualdo.
Otra área en la cual Vicentino hizo innovaciones fue en la dinámica musical. Él fue uno de los primeros teóricos, y quizás el primero, en mencionar la intensidad como parámetro expresivo. En su tratado teórico L'antica musica ridotta alla moderna prattica mencionó que la fuerza del canto debe respetar cuidadosamente el texto.
La invención más famosa de Vicentino fue el archicémbalo, un teclado en el cual cada octava estaba dividida en 36 teclas. Usando este teclado, era posible ejecutar una composición en los tres géneros griegos, por lo tanto una obra recientemente compuesta en estilo cromático, totalmente consonante al ser cantada, se podría reproducir en este teclado. Posteriormente aplicó la misma disposición de teclado microtonal al archiórgano. Aunque estos teclados no alcanzaron suficiente repercusión, procuraron solucionar el difícil problema de tocar música en el temperamento mesotónico. 
La solución de Vicentino en efecto divide la octava en 31 porciones iguales, permitiendo que las terceras y las sextas tengan una afinación mucho más acertada.